# 美国军事初级院校

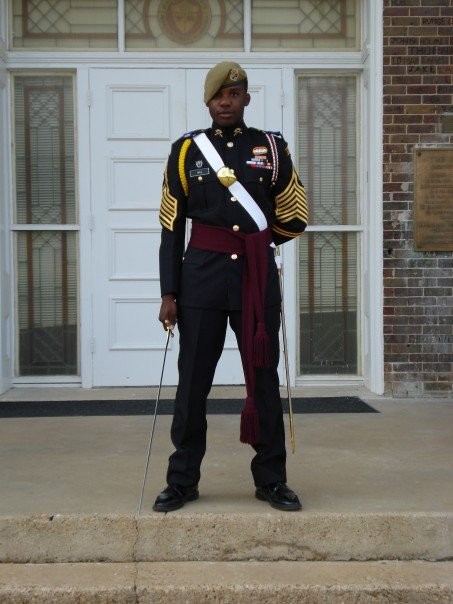
一位马里昂军校的学员干部

美国军事初级院校（Military Junior College，简称MJC）是提供提前授衔计划且特别被《美国法典》第10条2107(a)所承认的军事化初级学院。军校学员通过这一途径可以在两年内获得获得副学士学位并成为美国陆军预备役部队的少尉军官，但若想成为现役军官则仍需完成学士学位。除了陆军的军事课程外，有的学院亦开设空军、海军陆战队等其他军种的初期军事课程，有的则含有下辖的联邦军校预科项目或高中，还有的除军校学员外也对外招收一般大众甚至留学生，针对他们提供一般初级学院课程。美国的初级军事院校一共有四所，他们分别是佐治亚军事学院、马里昂军事学院、新墨西哥军校和弗吉谷军校。
当国家处于总动员状态时，一般大学预备军官训练团将会暂停，但军事初级学院也不会因此受到影响，还是按其正常模式培养少尉军官。

## 图集

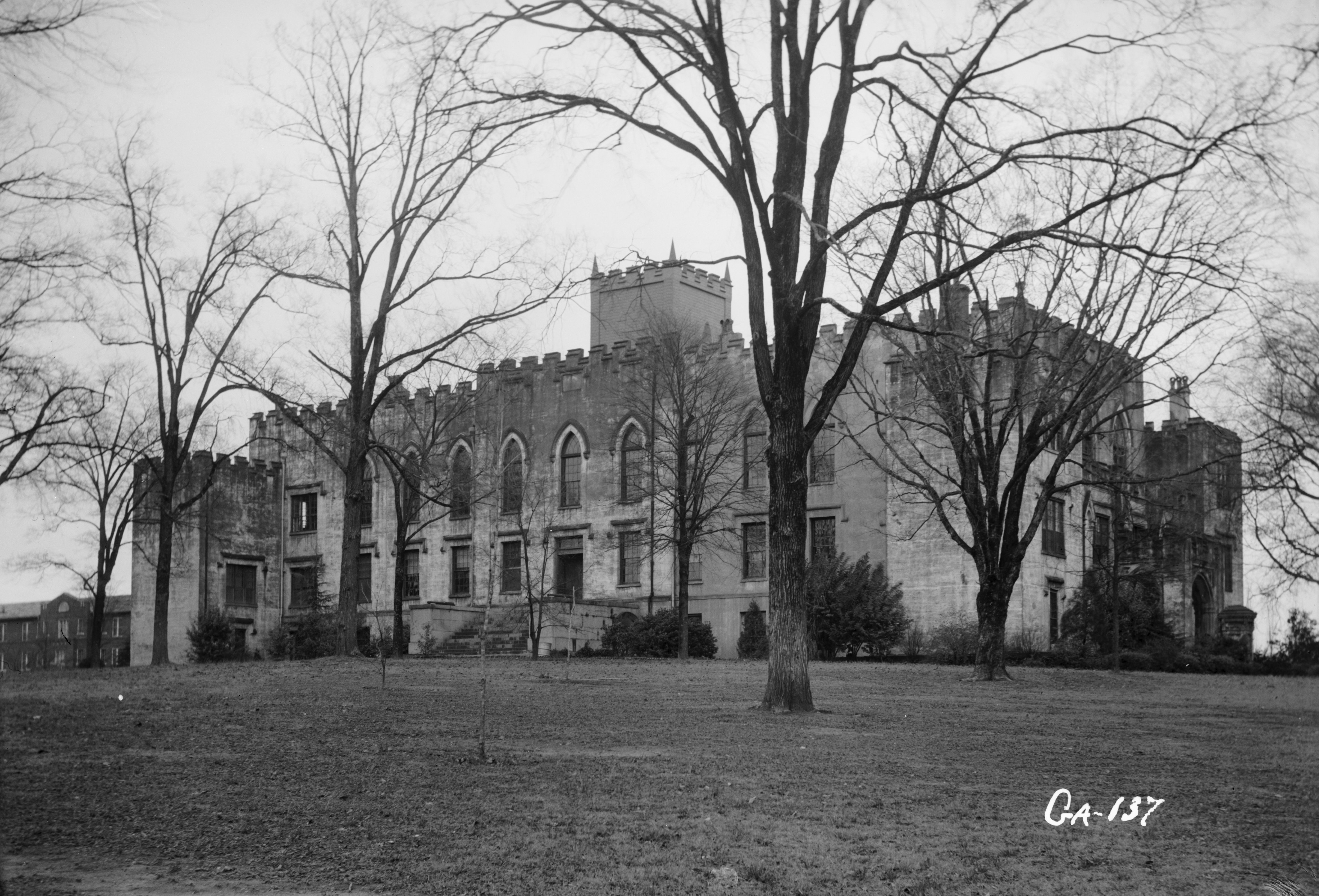
原佐治亚州政府大楼（1937年），现为佐治亚军事学院的一部分
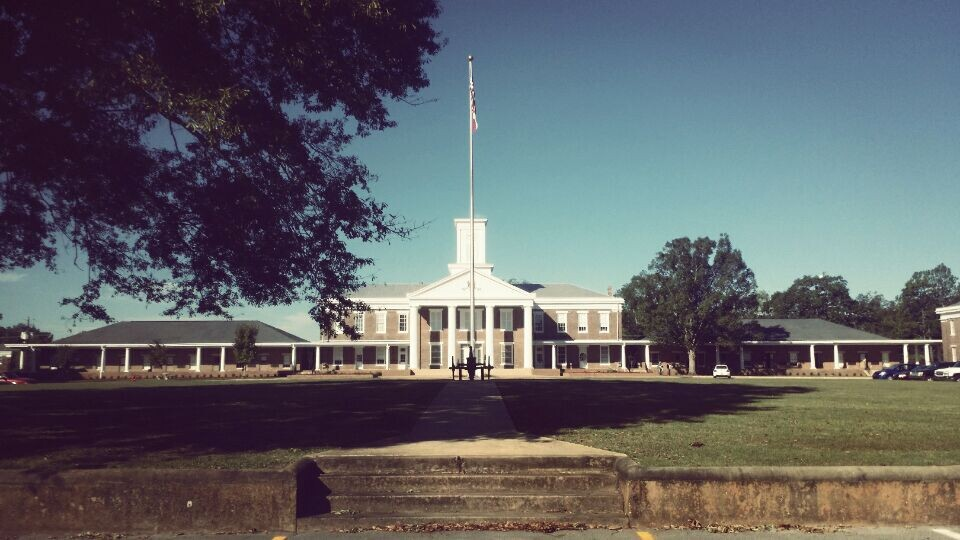
马里昂军事学院礼拜堂，美国国家史迹名录之一
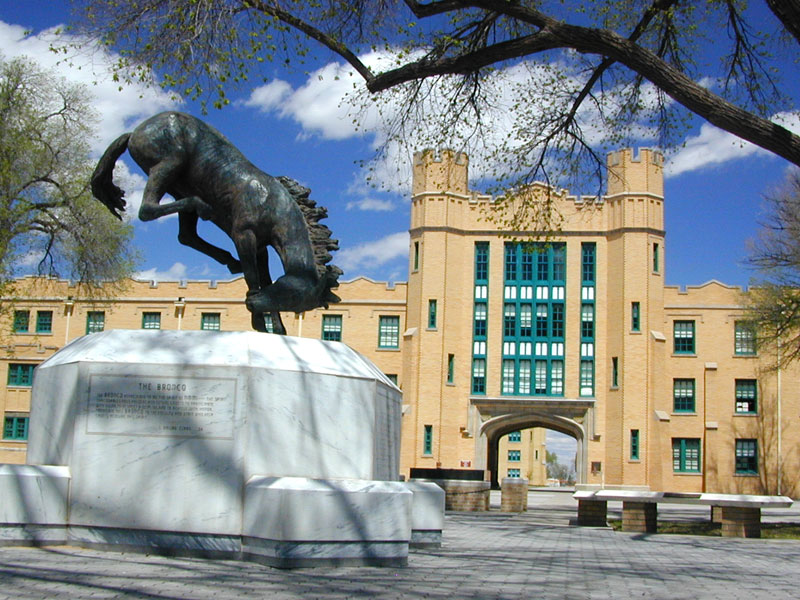
新墨西哥州军校
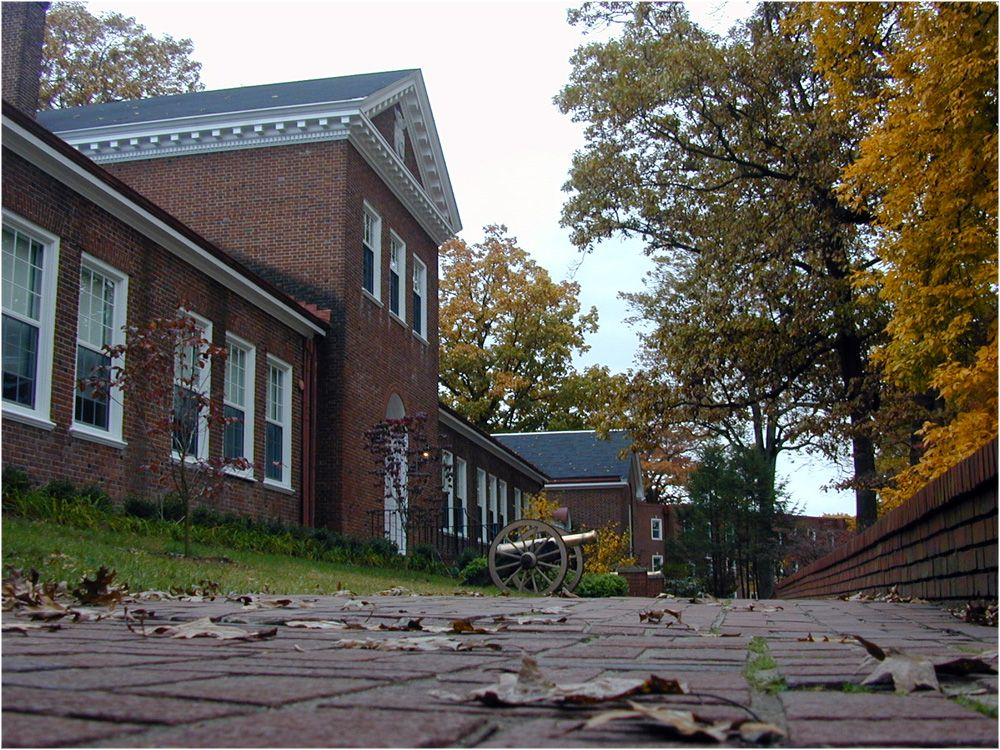
弗吉谷军校

## 已关闭的军事初级院校
历史上还曾经有两所私立的初级军校，他们分别是坎帕军校和温特沃斯军事学院。坎帕军校于2002年因财政问题关闭，温特沃斯军校也因为相同的原因于2017年5月31日正式关闭。